# Olle Håkansson
Olle Håkansson (22 de fevereiro de 1927 - 11 de fevereiro de 2001  ) foi um futebolista sueco. Ele competiu na Copa do Mundo FIFA de 1958, sediada na Suécia, na qual a seleção de seu país foi a vice-campeã.